# Marek Kusto
Marek Kusto (* 29. dubna 1954, Bochnia) je bývalý polský fotbalista, útočník. Po skončení aktivní kariéry působil jako trenér.

## Fotbalová kariéra
Hrál v polské nejvyšší soutěži za Wislu Krakov a Legii Warszawa, se kterou získal v letech 1980 a 1981 polský pohár. Dále hrál v belgické Jupiler Pro League za KSK Beveren. S KSK Beveren vyhrál v sezóně 1983/84 ligu a v roce 1983 i belgický pohár. V Poháru mistrů evropských zemí nastoupil ve 2 utkáních, v Poháru vítězů pohárů nastoupil v 11 utkáních a dal 1 gól a v Poháru UEFA nastoupil ve 14 utkáních. Za reprezentaci Polska nastoupil v letech 1974–1984 v 19 utkáních a dal 3 góly. Byl členem polské reprezentace na Mistrovství světa ve fotbale 1974, kde Polsko získalo bronzové medaile za 3. místo, ale v utkání nenastoupil. Byl členem polské reprezentace na Mistrovství světa ve fotbale 1978, v utkání nenastoupil. Byl členem polské reprezentace na Mistrovství světa ve fotbale 1982, nastoupil ve 3 utkáních. 

## Ligová bilance
| Ročník                     | Zápasy | Góly | Klub           |
| -------------------------- | ------ | ---- | -------------- |
| Ekstraklasa 1972/73        | 16     | 1    | Wisla Krakov   |
| Ekstraklasa 1973/74        | 24     | 4    | Wisla Krakov   |
| Ekstraklasa 1974/75        | 30     | 5    | Wisla Krakov   |
| Ekstraklasa 1975/76        | 28     | 7    | Wisla Krakov   |
| Ekstraklasa 1976/77        | 14     | 3    | Wisla Krakov   |
| Ekstraklasa 1977/78        | 28     | 10   | Legia Warszawa |
| Ekstraklasa 1978/79        | 24     | 5    | Legia Warszawa |
| Ekstraklasa 1979/80        | 29     | 10   | Legia Warszawa |
| Ekstraklasa 1980/81        | 26     | 4    | Legia Warszawa |
| Ekstraklasa 1981/82        | 24     | 8    | Legia Warszawa |
| Jupiler Pro League 1982/83 | 27     | 5    | KSK Beveren    |
| Jupiler Pro League 1983/84 | 31     | 4    | KSK Beveren    |
| Jupiler Pro League 1984/85 | 25     | 12   | KSK Beveren    |
| Jupiler Pro League 1985/86 | 24     | 5    | KSK Beveren    |
| Jupiler Pro League 1986/87 | 30     | 8    | KSK Beveren    |
| Jupiler Pro League 1987/88 | 29     | 1    | KSK Beveren    |
| Jupiler Pro League 1988/89 | 31     | 6    | KSK Beveren    |
| Jupiler Pro League 1989/90 | 29     | 5    | KSK Beveren    |
| CELKEM 1. liga             | 469    | 103  |                |